# БК Локомотив (София)
Баскетболен клуб „Локомотив“ води началото си от 1936 г.

## Мъже
На първата страница на книгата на баскетболната история на Локомотив са записани с главни букви имената на братята Рачо и Никола Стянови. На Иван Янев, Димитър Вучков, Георги Павлов, Христо Георгивев и други. През 1943 г. ЖСК печели първата си титла, като на финала побеждава Левски с 31:24. През 1967 г. Локомотив постига една от най-големите международни победи в българския баскетбол като побеждава с трицифрен резултат Реал (Мадрид). Сред най-ярките имена в Локомотив са: Еманоил Гяуров, Георги Кънев, Христо Донев, Славчо Бояджиев, Борислав Колев и др. Мъжкият баскетбол в дружеството е закрит през 1999 г. След 20-годишно прекъсване баскетболният клуб е възстановен през 2020 година от Иван Тилев - юноша на клуба.

### Успехи
- Шампион (6): 1943, 1948, 1955, 1961, 1964, 1966
- Вицешампион (5): 1949, 1957, 1959, 1960, 1963
- Бронзов медалист (7): 1944, 1945, 1947, 1952, 1954, 1958, 1967
- Купа на България (2): 1956, 1966
- Европейски железничарски шампион (1): 1966

## Жени
Женският баскетбол в Локомотив се появява в средата на четиридесетте години. Отборът е многократен шампион на страната и носител на купата. Отборът играе и с успех на международната сцена. През 1966/67 г. в европейския турнир на купата „Ронкети“ отборът достига до полуфинал, където отстъпва от бъдещия носител Спартак (Московска област). През 1977/78 отново достига до полуфинал, в който отстъпва на Левски-Спартак. Локомотив не развива женски баскетбол от 2002 г.

### Успехи
- Шампион (7): 1948, 1949, 1950, 1951, 1952, 1967, 1991
- Вицешампион (7): 1953, 1954, 1956, 1957, 1958, 1959, 1985
- Бронзов медалист (12): 1955, 1960, 1961, 1962, 1963, 1964, 1965, 1968, 1976, 1977, 1987, 1990
- Купа на България (4): 1951, 1954, 1965, 1968

## Съвремие
Въпреки закриването на мъжкия и женския тим, в отбора остава с юноши. През сезон 2013/14 кадетите на Локомотив София нямат победа. Така през сезон 2013/14 отборът на кадетите на Локомотив София стават най-слабият отбор в България за кадети. През този сезон отборът губи от Академик със 147 – 27, като това е най-кошмарната загуба на отбора. През същия сезон отборът прави фал на сезона, дело на номер 10 - Иванов. Също през сезона отборът прави и рекорд за най-много играчи, нереализирали точка за целия сезон. Също отборът прави и малък рекорд за най-много взети топки под коша в регион Витоша, като най-добри играчи за този успех се отличават Суботинов, Божков и Иванов. След тежкия период започва възстановяване. През 2014 година начело на женското направление застава Диана Дилова-Брайнова, носителка на бронзов медал от олимпийските игри в Монреал (1976 г.) и сребърен медал от Москва (1980 г.). От 2015 г. в клуба идва младата треньорка Лилия Георгиева, родена през 1994 година, завършила треньорски профил в НСА и влизаща директно от ролята на баскетболистка в тази на педагог. Двете започват почти от нулата, но усилената им работа, съчетана с устрема и ентусиазма на трениращите момичета, носи резултат. През сезон 2017/2018 момичетата на Локомотив (Сф) до 12 г. печелят бронзови медали от републиканското първенство, като губят единствено на полуфинала от шампиона Рилски спортист с 1 точка разлика..